# 光锥

狹義相對論中的光錐

狭义相对论中的光锥

在狭义相对论中，光锥（英語：light cone）是闵可夫斯基时空下能够与一个单一事件通过光速存在因果联系的所有点的集合，并且它具有洛伦兹不变性。光锥也可以看作是闵可夫斯基时空下的一束光随时间演化的轨迹。在三维空间中，光锥可以通过将两条正交的水平轴取做空间坐标，将垂直于水平面的竖直轴取做时间坐标从而实现可视化。为了简明起见，这里首先考虑的是平面上的光锥：即用来描述它的闵可夫斯基图只具有一维时间（纵轴）和一维空间（横轴），我们将看到光锥在洛伦兹变换下具有不变性。

## 洛伦兹变换
正常洛伦兹群的洛伦兹变换包括两种基本变换操作：旋转和直线运动，而直线运动也可以看作是时间与空间坐标轴之间的相对旋转（具体见下文）。洛伦兹变换彼此间是非对易的，这意味着洛伦兹群是一个非阿贝尔群；这两种变换操作和平移变换操作一起包含在同样为非阿贝尔群的庞加莱群中。我们考虑其中的直线运动变换：
{\displaystyle \Lambda _{\nu }^{\mu ^{\prime }}={\begin{pmatrix}cosh\,\phi &-sinh\,\phi &0&0\\-sinh\,\phi &cosh\,\phi &0&0\\0&0&1&0\\0&0&0&1\end{pmatrix}}}
这个洛伦兹变换描述的是坐标系沿轴的匀速运动情形，其中参数{\displaystyle \phi \,}和坐标系的运动速度{\displaystyle v\,}之间的关系为
{\displaystyle v=tanh\,\phi \,}
将这个关系代入上面的变换矩阵中可以得到洛伦兹变换较为初等的传统形式，即
{\displaystyle t'={\frac {t-{\frac {v}{c^{2}}}x}{\sqrt {1-{\frac {v^{2}}{c^{2}}}}}}}
{\displaystyle x'={\frac {x-vt}{\sqrt {1-{\frac {v^{2}}{c^{2}}}}}}}
{\displaystyle y'=y}
{\displaystyle z'=z}

## 闵可夫斯基图

洛伦兹变换下的闵可夫斯基图

光速在所有惯性系下都是相同的

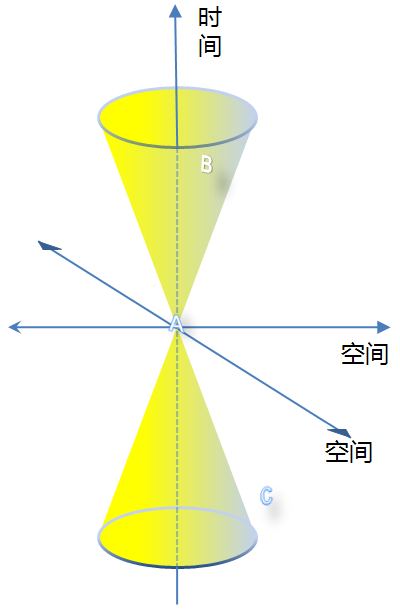
光錐。A是當前事件；B是未來光錐，C是過去光錐；黃色代表光線。根據狹義相對論，光速是自然界的最高速度，因此普通物質的世界線只能位於光錐內，光錐外的白色部分是禁區，其時空也無法對觀測者（當前事件）的時空產生任何影響。

在闵可夫斯基图中，一维时间和一维空间相互正交，横轴为空间轴，纵轴为时间轴。在上文中沿轴运动的洛伦兹变换下，产生的新坐标系与原坐标系之间的关系为
{\displaystyle t^{\prime }=t\,cosh\,\phi -x\,sinh\,\phi \,}
{\displaystyle x^{\prime }=-t\,sinh\,\phi +x\,cosh\,\phi \,}
其结果就是两条坐标轴会同时向内发生旋转，如左图所示，其中还表示了任意一点A在不同坐标下的投影。变换后的两条坐标轴在欧几里得几何下不是正交的，但在洛伦兹变换的意义下仍然是正交的。
在自然单位下，光速{\displaystyle c=1\,}，则在闵可夫斯基图中光的轨迹由方程{\displaystyle x=\pm t\,}给出；同样，对于洛伦兹变换后的坐标系，光的轨迹由方程{\displaystyle x^{\prime }=\pm t^{\prime }\,}给出。如右图所示，光的轨迹在洛伦兹变换下的不同坐标系中都是相同的，即光速在所有惯性系下都是相同的，这也正是狭义相对论的光速不变原理的体现。

## 光锥
从闵可夫斯基图上的光的轨迹{\displaystyle x=\pm t\,}可以建立光锥的概念。对于闵可夫斯基时空中的任一事件，都对应有时空中的一组点的集合能够通过光的轨迹（在闵可夫斯基时空中是直线）与之联系，这组点的集合被称作光锥。在通常的二维空间和一维时间表示中光锥由两个对称的圆锥体组成，它的特性是具有洛伦兹不变性。两个对称的圆锥分别代表了当前事件的过去和未来：
- 光锥内部的所有点（如左图中的事件B）都可以通过小于光速的速度与当前事件建立因果联系，它们与当前事件的间隔被称作类时间隔

{\displaystyle s^{2}=-c^{2}t^{2}+x^{2}+y^{2}+z^{2}<0}
- 光锥表面上的所有点都可以通过光速与当前事件建立因果联系，它们与当前事件的间隔被称作类光或零性间隔

{\displaystyle s^{2}=-c^{2}t^{2}+x^{2}+y^{2}+z^{2}=0}
- 光锥外部的所有点（如左图中的事件C）都无法与当前事件建立因果联系，它们与当前事件的间隔被称作类空间隔

{\displaystyle s^{2}=-c^{2}t^{2}+x^{2}+y^{2}+z^{2}>0}
由于光锥本身具有洛伦兹不变性，事件之间的间隔属于类时还是类空的也与观察者所在的参考系无关。其中对于类空间隔的事件，由于两者没有因果联系，不能认为它们也具有经典力学中描述的所谓同时性，即无法认为任何类空间隔的两个事件是同时的。
光锥的概念同样可以扩展到广义相对论中，这时的光锥可以定义为一个事件的因果未来和因果过去的边界，并包含了这个时空中的因果结构信息。构成光锥的仍然是这个时空中光的世界线，此时对应的时空图是彭罗斯-卡特图。由于在广义相对论中时空可以是弯曲的，光锥也有可能是收缩或倾斜的。